# Gliwicki
Gliwicki là một huyện thuộc tỉnh Śląskie của Ba Lan. Huyện có diện tích 664 km². Đến ngày 1 tháng 1 năm 2011, dân số của huyện là 114406 người và mật độ 172 người/km².